# Котліни (Лодзький-Східний повіт)
Котліни (пол. Kotliny) — село в Польщі, у гміні Бруйці Лодзький-Східного повіту Лодзинського воєводства.
Населення — 284 особи (2011).
У 1975-1998 роках село належало до Лодзинського воєводства.

## Демографія
Демографічна структура станом на 31 березня 2011 року:
|          | Загалом | Допрацездатний вік | Працездатний вік | Постпрацездатний вік |
| -------- | ------- | ------------------ | ---------------- | -------------------- |
| Чоловіки | 146     | 38                 | 87               | 21                   |
| Жінки    | 138     | 23                 | 80               | 35                   |
| Разом    | 284     | 61                 | 167              | 56                   |